# Karol Pajączkowski
Karol Pajączkowski herbu Lubicz (ur. 1859, zm. 1932) – polski urzędnik kolejowy.

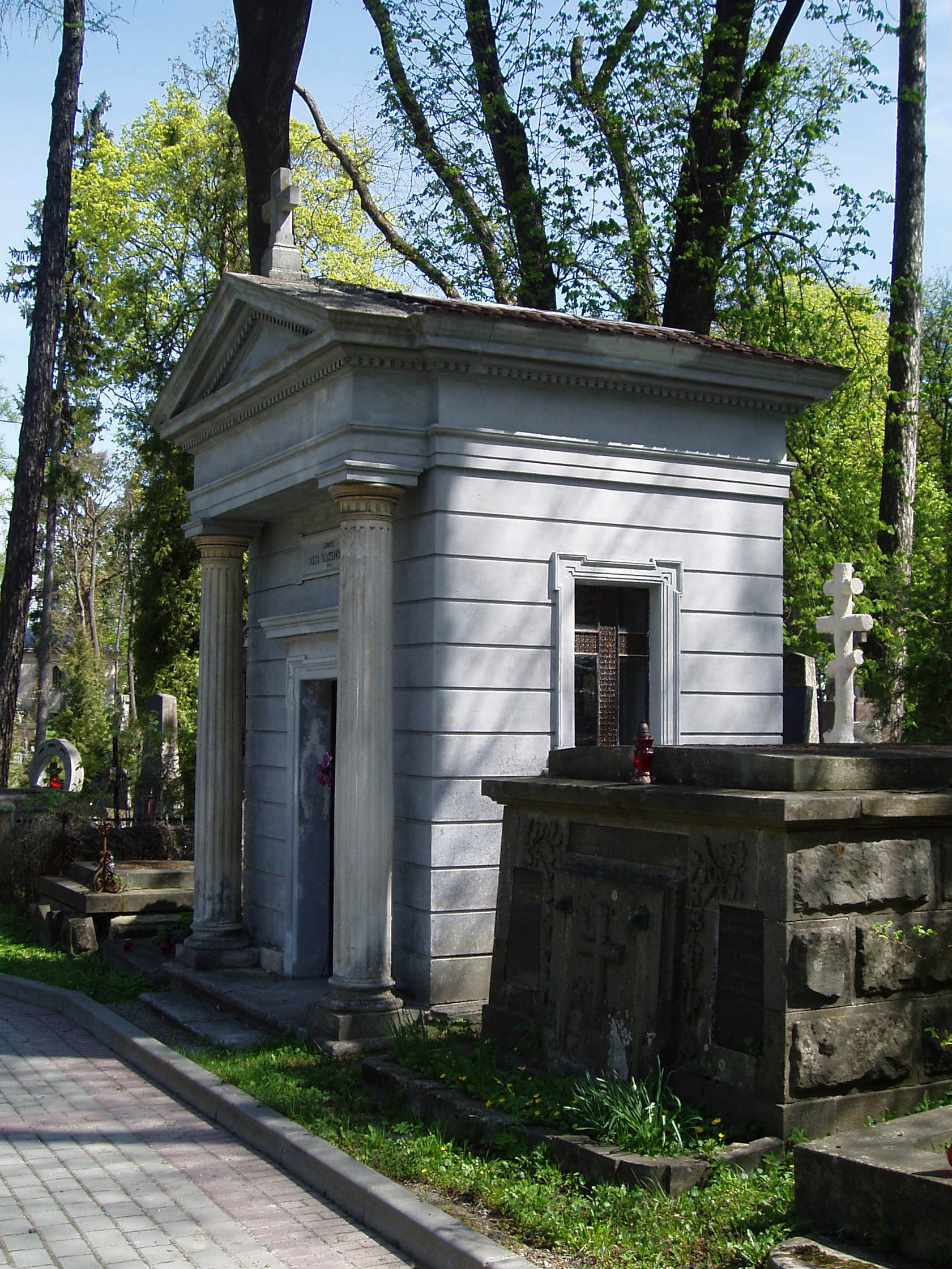
Kaplica grobowa Pajączkowskich

## Życiorys
Urodził się w 1859. Był synem Józefa (1819-1880, dyrektor Galicyjskiego Towarzystwa Kredytowego Ziemskiego) i Marii z domu Szumańczowskiej (1833-1888). Jego rodzeństwem byli Zygmunt (1859-1905, ojciec Franciszka), Maria (1856-1945).
W okresie zaboru austriackiego w ramach autonomii galicyjskiej wstąpił do c. k. służby urzędniczej kolei. W 1900 był w VII klasie rangi zawodu. W połowie 1903 został awansowany do tytułu starszego komisarza budowy. W 1918 był tytularnym wyższym radcą kolei państwowej.
Był członkiem Polskiego Towarzystwa Gimnastycznego „Sokół”, został zastępcą przewodniczącego sekcji kolejowej na IV zlot sokolstwa polskiego we Lwowie w dniach 27-29 czerwca 1903.
Zmarł w 1932. Został pochowany w rodzinnej kaplicy grobowej na Cmentarzu Łyczakowskim we Lwowie.

## Odznaczenie
- Kawaler Orderu Franciszka Józefa – Austro-Węgry (1916)[4].